# De Dikke Molen
De Dikke Molen ligt bij de plaats Zwammerdam ten noorden van de Oude Rijn. Voorheen was de molen eigendom van het Waterschap De Aarlanden maar werd in 1988 particulier bezit. De poldermolen bemaalde voorheen de Zuid- en Noordeinderpolder.
De Dikke Molen is een grondzeiler uit 1674 en verving de oude molen die in 1672 was verbrand. Meestermolenaar Huibert Pieterz. Heijnen, was de bouwer van de nieuwe molen. De grondzeiler heeft een stenen voet en een achtkantige houten bovenbouw door riet gedekt. In 1836 werd een nieuwe kap op de molen geplaatst door G.J. Bollee. Op de huidige baard wordt "Anno 1836 G.B.J." vermeld. De molen, een schepradmolen, bleef tot eind oktober 1929, de Zuid- en Noordeinderpolder bemalen. In 1935 werd de molen ontwiekt en raakte in verval. In 1941 werd besloten wegens oliegebrek, om de molen weer te herstellen. De molen kreeg gestroomlijnde wieken en het scheprad werd vervangen door een vijzel (waterschroef). Op 2 februari 1944, brak een wiek af. Er werd gelijk met herstel begonnen maar door de oorlogsomstandigheden, was het resultaat niet optimaal. In 1947 werden de wieken verstevigd. In 1955 werd de molen opnieuw buiten gebruik gesteld. In 1957 werd begonnen met de restauratie en in maart 1958 kon de molen weer in gebruik worden genomen. Tot 1947 hebben hier watermolenaars gewoond.  